# عيسى تراوري
عيسى تراوري (بالفرنسية: Issa Traoré)‏ ، من مواليد 1 يناير 1978 في باماكو في مالي ، لاعب كرة قدم مالي.
هو يلعب مع نادي سايبا الإيراني.

## روابط خارجية
- عيسى تراوري على موقع قاعدة بيانات كرة القدم.إي يو (الإنجليزية)
- عيسى تراوري على موقع Soccerway.com (الإنجليزية)